# Kardiva Channel
Kardiva Channel (maled. Kaashidoo Kandu) – kanał morski na Oceanie Indyjskim, oddzielający atole Male i Ari (na południowym wschodzie) od atoli Lhaviyani, Baa i Horsburgh (na północnym zachodzie). Ma około 24 mile (39 km) szerokości (w najwęższej, środkowej części), a jego całkowita długość wynosi około 70 mil (110 km). Nazwa kanału pochodzi od wyspy Kardiva, położonej w pobliżu środka jego wschodniego wlotu.